# As It Was
Az As It Was Harry Styles angol énekes és dalszerző első kislemeze Harry’s House című stúdióalbumáról. A dal 2022. április 1-én jelent meg az Erskine és a Columbia Records kiadókon keresztül. A dalt Styles, Thomas Hull és Tyler Johnson szerezte.
Az As It Was az első helyen debütált a brit kislemezlistán, amellyel Styles második listavezetője lett a slágerlistán a Sign of the Times 2017-es kiadása után. Eddig hat hetet töltött a lista élén. Az Egyesült Királyságon kívül a kislemez első volt több országban is, mint Ausztrália, Ausztria, Belgium, Dánia, az Egyesült Államok, Franciaország, Görögország, Hollandia, Írország, Kanada, Litvánia, Németország, Szingapúr és Új-Zéland. Minden idők negyedik legsikeresebb dala lett a Billboard Hot 100-on, tizenöt hetet töltött az első helyen. Ezek mellett a Billboard Hot 100 történetének leghosszabb ideig listavezető szólódala volt. Második helyen végzett a Billboard 2022-es év végi listáján.
Négy a Grammy-díjra is jelölték a kislemezt, a 2023-as Brit Awards-gálán az év dalának választották.

## Háttér
Harry Styles 2022. március 23-án bejelentette harmadik stúdióalbumát, a Harry’s House-t, annak borítójával, megjelenésének dátumával és egy rövid bemutató videóval együtt. Öt nappal később, március 28-án pedig bejelentette az album első kislemezét, az As It Wast és annak megjelenésének dátumát, 2022. április 1-ét. Ezek mellett megosztott képeket is, amelyen egy ujjatlan piros ruhában lehetett látni.
Zane Lowe-vel készített interjújában a következőt mondta a dal gyártásáról: „Számomra az As It Was pusztító és kétségbeejtő volt. És így is volt írva [...] Lényegében egy halálmenet.” Arról, hogy mekkora a különbség a dal jelentése és a hangzása között, kijelentett, hogy: „Ezt találom mindig viccesnek a zenében. [...] Tök sok ember táncol életed legborzasztóbb pillanataira.”

## Dalszöveg és kompozíció
Az As It Was elején Styles keresztlányát lehet hallani, ahogy azt mondja neki, hogy „Gyerünk Harry, jó éjszakát szeretnénk kívánni neked.” Zenekritikusok egy gitár által vezetett szintipopnak vagy új hullámos dalnak nevezték, amely nagy változás volt Styles rock-központú albumaihoz képest. Chris Willman (Variety) megjegyezte, hogy az inspiráció egyértelműen a Depeche Mode és az A-ha együttesektől származik, illetve hozzátette, hogy a The Weeknd 2019-es Blinding Lights című kislemezének stílusához is hasonlít. Dalszövegét tekintve az As It Was nagyon személyes, felfedezi az egyedüllét és a veszteség témáját is. Rob Sheffield (Rolling Stone) a következőképpen írta le a dalt: „egy szívből jövő síralom, amely egy ellenállhatatlan kihívás a táncparketten.”

## Fogadtatás
Jordan Darville (The Fader) a számot úgy írta le, mint egy „vágyakozó, de jókedvű dal.” Sheffield szerint az As It Was Styles egyik „érzelmileg legerőteljesebb” munkája, illetve méltatta a „bátor váltást” zeneileg korábbi munkáihoz képest. Rhian Daly (NME) a dalnak öt csillagot adott a lehetséges ötből, azt írva, hogy a dal egy „óda a változás keserű természetéhez,” hozzáadva, hogy „a 80-as évek szintipop kislemeze bemutatja, ahogy elfutunk a múlttól és megküzdünk a változásokkal.” Daly azzal zárta kritikáját, hogy „az elmélkedő dal arra utal, hogy a következő, harmadik albuma be fogja betonozni a sztárt, mint a jelenlegi pop egyik nagyja.” Ben Beaumont-Thomas (The Guardian) szintén öt csillaggal értékelte a dalt, azt írva, hogy „Styles dala mindenkinek szól: egy lelkes, magas tempójú sláger, amely összecsapja sarkaidat.” Ezek mellett össze is hasonlította a The Weeknd Blinding Lights dalával, főleg 175-ös bpm-tempóját és hangszerelését kiemelve.

### Díjak és jelölések
| Év   | Díjátadó                     | Kategória                            | Eredmény | For.   |
| ---- | ---------------------------- | ------------------------------------ | -------- | ------ |
| 2022 | MTV Millennial Awards        | Az év globális slágere               | Jelölve  | [ 18 ] |
| 2022 | MTV Millennial Awards Brazil | Globális sláger                      | Jelölve  | [ 19 ] |
| 2022 | MTV Video Music Awards       | Az év videója                        | Jelölve  | [ 20 ] |
| 2022 | MTV Video Music Awards       | Legjobb pop                          | Elnyerte | [ 20 ] |
| 2022 | MTV Video Music Awards       | Legjobb rendezés                     | Jelölve  | [ 20 ] |
| 2022 | MTV Video Music Awards       | Legjobb koreográfia                  | Jelölve  | [ 20 ] |
| 2022 | MTV Video Music Awards       | Legjobb operatőr                     | Elnyerte | [ 20 ] |
| 2022 | LOS40 Music Awards           | Legjobb nemzetközi dal               | Jelölve  | [ 21 ] |
| 2022 | LOS40 Music Awards           | Legjobb nemzetközi videó             | Jelölve  | [ 21 ] |
| 2022 | UK Music Video Awards        | Legjobb popvideó – UK                | Elnyerte | [ 22 ] |
| 2022 | MTV Video Music Awards Japan | Legjobb nemzetközi szólóelőadó videó | Elnyerte | [ 23 ] |
| 2022 | MTV Europe Music Awards      | Legjobb dal                          | Jelölve  | [ 24 ] |
| 2022 | MTV Europe Music Awards      | Legjobb videó                        | Jelölve  | [ 24 ] |
| 2022 | NRJ Music Award              | Az év videója                        | Elnyerte | [ 25 ] |
| 2022 | NRJ Music Award              | Az év nemzetközi slágere             | Elnyerte | [ 25 ] |
| 2022 | People’s Choice Awards       | 2022 dala                            | Jelölve  | [ 26 ] |
| 2022 | People’s Choice Awards       | 2022 videója                         | Jelölve  | [ 26 ] |
| 2022 | American Music Awards        | Kedvenc videóklip                    | Jelölve  | [ 27 ] |
| 2022 | American Music Awards        | Kedvenc popdal                       | Elnyerte | [ 27 ] |
| 2022 | Danish Music Awards          | Az év nemzetközi slágere             | Jelölve  | [ 28 ] |
| 2023 | Grammy-díj                   | Az év felvétele                      | Jelölve  | [ 29 ] |
| 2023 | Grammy-díj                   | Az év dala                           | Jelölve  | [ 29 ] |
| 2023 | Grammy-díj                   | Legjobb szóló popénekes teljesítmény | Jelölve  | [ 29 ] |
| 2023 | Grammy-díj                   | Legjobb videóklip                    | Jelölve  | [ 29 ] |
| 2023 | Brits Awards                 | Az év dala                           | Elnyerte | [ 30 ] |

## Videóklip
Az As It Was videóklipje a dallal együtt jelent meg. A klipben Styles látható egy korábbi partnerrel egy forgó platformon és előadnak egy koreográfiát egy városon keresztül. A videót Londonban forgatták és Tanja Mujino rendezte, aki egy közleményben a következőt mondta a folyamatról: „Egy Harry Styles videó megrendezésével egy álom vált valóra, mivel ő a kedvenc előadóm. A forgatás egy kicsit keserű volt, hiszen életem egyik legboldogabb napja volt, de a második napján országomat, Ukrajnát megtámadták, szóval el tudod képzelni az őrült érzelmeket, amiket éreztünk a forgatás alatt. Én és az ukrán csapatom annyi szeretetet öntöttünk ebbe a videóba és ezt lehet is látni a képernyőn. Egy videóklip lesz, amit soha nem fogok elfelejteni és most már boldogan vonulhatok vissza.”

## Közreműködő előadók
A Genius.com adatai alapján.
| - Harry Styles – vokál, dalszerzés, harangok - Thomas Hull – dalszerzés, szintetizátor, elektromos gitár, dobgép, dobok, basszusgitár - Tyler Johnson – dalszerzés, szintetizátor, dobgép, zongora - Matt Wolach – asszisztens hangmérnök - Joe Dougherty – asszisztens hangmérnök - Josh Caulder – asszisztens hangmérnök - Adele Phillips – asszisztens hangmérnök - Luke Gibbs – asszisztens hangmérnök | - Katie May – asszisztens hangmérnök - Randy Merrill – master - Mark Stent – keverő hangmérnök - Jeremy Hatt – felvételi hangmérnök - Jeremy Hatcher – programozás - Doug Showalter – ütőhangszerek, elektromos gitár - Mitch Rowland – dobok |

## Slágerlisták
| Slágerlista (2022)                                    | Legmagasabb pozíció |
| ----------------------------------------------------- | ------------------- |
| Argentin kislemezlista (Argentina Hot 100)            | 6                   |
| Ausztrál kislemezlista (ARIA)                         | 1                   |
| Belga kislemezlista (Ultratop 50 Flanders)            | 1                   |
| Belga kislemezlista (Ultratop 50 Wallonia)            | 1                   |
| Bolíviai dallista (Billboard)                         | 2                   |
| Brazil dallista (Billboard)                           | 14                  |
| Brazil kislemezlista (Top 100 Brasil)                 | 63                  |
| Brit kislemezlista (OCC)                              | 1                   |
| Chilei dallista (Billboard)                           | 13                  |
| Costa Rica-i kislemezlista (FONOTICA)                 | 2                   |
| Cseh kislemezlista (Singles Digitál Top 100)          | 2                   |
| Cseh rádiós kislemezlista (Rádio – Top 100)           | 11                  |
| Dán kislemezlista (Tracklisten)                       | 1                   |
| Dél-afrikai kislemezlista (RISA)                      | 2                   |
| Dél-koreai kislemezlista (Kaon)                       | 121                 |
| Dominikai kislemezlista (SODINPRO)                    | 9                   |
| Ecuadori dallista (Billboard)                         | 9                   |
| El Salvadori kislemezlista (Monitor Latino)           | 5                   |
| Finn kislemezlista (Suomen virallinen lista)          | 2                   |
| Francia kislemezlista (SNEP)                          | 1                   |
| Fülöp-szigeteki dallista (Billboard)                  | 5                   |
| Global 200 (Billboard)                                | 1                   |
| Görög kislemezlista (IFPI)                            | 1                   |
| Holland kislemezlista (Dutch Top 40)                  | 1                   |
| Holland kislemezlista (Single Top 100)                | 1                   |
| Hongkongi dallista (Billboard)                        | 24                  |
| Horvát dallista (Billboard)                           | 3                   |
| Indiai kislemezlista (IMI)                            | 2                   |
| Indonéz dallista (Billboard)                          | 3                   |
| Izlandi kislemezlista (Plötutíðindi)                  | 1                   |
| Izraeli kislemezlista (Media Forest)                  | 1                   |
| Ír kislemezlista (IRMA)                               | 1                   |
| Japán tengerentúli dallista (Billboard Japan)         | 2                   |
| Kanadai kislemezlista (Canadian Hot 100)              | 1                   |
| Kanada CHR/Top 40 (Billboard)                         | 2                   |
| Kanada AC (Billboard)                                 | 5                   |
| Kanada Hot AC (Billboard)                             | 1                   |
| Kanada Digitális daleladások (Billboard)              | 30                  |
| Kolumbiai dallista (Billboard)                        | 15                  |
| Kolumbiai kislemezlista (Promúsica)                   | 10                  |
| Lengyel Airplay-lista (Polish Airplay Top 100)        | 7                   |
| Libanoni kislemezlista (The Official Lebanese Top 20) | 1                   |
| Litván kislemezlista (AGATA)                          | 1                   |
| Luxembourgi dallista (Billboard)                      | 1                   |
| Magyar kislemezlista (MAHASZ)                         | 9                   |
| Magyar Stream Top 40 lista (MAHASZ)                   | 1                   |
| Maláj kislemezlista (RIM)                             | 2                   |
| Mexikói dallista (Billboard)                          | 1                   |
| Mexikói Airplay dallista (Billboard)                  | 1                   |
| Német kislemezlista (Official German Charts)          | 1                   |
| Norvég kislemezlista (VG-lista)                       | 2                   |
| Olasz kislemezlista (FIMI)                            | 4                   |
| Orosz Airplay-lista (Tophit)                          | 63                  |
| Osztrák kislemezlista (Ö3 Austria Top 40)             | 1                   |
| Panamai kislemezlista (Monitor Latino)                | 9                   |
| Perui dallista (Billboard)                            | 2                   |
| Portugál kislemezlista (AFP)                          | 2                   |
| Román kislemezlista (Billboard)                       | 4                   |
| Spanyol kislemezlista (PROMUSICAE)                    | 10                  |
| Svájci kislemezlista (Schweizer Hitparade)            | 1                   |
| Svéd kislemezlista (Sverigetopplistan)                | 1                   |
| Szingapúri kislemezlista (RIAS)                       | 1                   |
| Szlovák kislemezlista (Singles Digitál Top 100)       | 1                   |
| Szlovák rádiós kislemezlista (Rádio Top 100)          | 10                  |
| Török dallista (Billboard)                            | 23                  |
| Uruguayi kislemezlista (Monitor Latino)               | 15                  |
| US Billboard Hot 100                                  | 1                   |
| US Kortárs felnőtt lista (Billboard)                  | 10                  |
| US Adult Top 40 (Billboard)                           | 2                   |
| US Dance/Mix Show Airplay-lista (Billboard)           | 3                   |
| US Digitális daleladások (Billboard)                  | 16                  |
| US Mainstream Top 40 (Billboard)                      | 1                   |
| US Rock Airplay-lista (Billboard)                     | 43                  |
| Új-zélandi kislemezlista (Recorded Music NZ)          | 1                   |
| Vietnámi kislemezlista (Vietnam Hot 100)              | 25                  |

| Slágerlista (2022)              | Pozíció |
| ------------------------------- | ------- |
| Dél-koreai kislemezlista (Kaon) | 148     |

## Minősítések
| Régió                      | Minősítés    | Példányszám |
| -------------------------- | ------------ | ----------- |
| Ausztrália (ARIA)          | Platinalemez | 70 000      |
| Egyesült Államok (RIAA)    | Platinalemez | 1 000 000   |
| Egyesült Királyság (BPI)   | Aranylemez   | 400 000     |
| Olaszország (FIMI)         | Aranylemez   | 50 000      |
| Spanyolország (PROMUSICAE) | Aranylemez   | 30 000      |
| Új-Zéland (RMNZ)           | Aranylemez   | 15 000      |
| Streaming                  |              |             |
| Görögország (IFPI Greece)  | Aranylemez   | 1 000 000   |

## Kiadások
| Régió              | Dátum             | Formátum                         | Kiadó                | For.    |
| ------------------ | ----------------- | -------------------------------- | -------------------- | ------- |
| Világszerte        | 2022. április 1.  | - digitális letöltés - streaming | - Erskine - Columbia | [ 8 ]   |
| Olaszország        | 2022. április 1.  | kortárs slágerrádió              | Sony                 | [ 113 ] |
| Egyesült Államok   | 2022. április 4.  | felnőtt kortárs rádió            | Columbia             | [ 114 ] |
| Egyesült Államok   | 2022. április 5.  | kortárs slágerrádió              | Columbia             | [ 115 ] |
| Egyesült Királyság | 2022. április 22. | CD                               | - Erskine - Columbia | [ 116 ] |